# Антигуа и Барбуда на летних Олимпийских играх 1976
Антигуа и Барбуда принимали участие в Летних Олимпийских играх 1976 года в Монреале (Канада) в первый раз за свою историю, но не завоевали ни одной медали. Сборную страны представляли десять мужчин.

## Состав и результаты

### Лёгкая атлетика
Мужчины
Беговые дисциплины
| Катберт Джейкобс                                           | 200 м                    | 21.50   | 2 Q | 21.33     | 6         | Не прошёл | Не прошёл | Не прошёл | Не прошёл | Не прошёл | Не прошёл |
| Конрад Мейнваринг                                          | бег на 110 м с барьерами | 15.54   | 8   | Не прошёл | Не прошёл | Не прошёл | Не прошёл | Не прошёл | Не прошёл |           |           |
| Конрад Мейнваринг                                          | бег на 400 м с барьерами | 54.67   | 6   | Не прошёл | Не прошёл | Не прошёл | Не прошёл | Не прошёл | Не прошёл |           |           |
| Фред Соуэрби                                               | 400 м                    | 48.12   | 5 Q | 48.03     | 7         | Не прошёл | Не прошёл | Не прошёл | Не прошёл |           |           |
| Кельвин Гринуэй Пол Ричардс Эвертон Корнелиус Элрой Тернер | Эстафета 4×100 м         | 41.84   | 7   | Не прошёл | Не прошёл | Не прошёл | Не прошёл | Не прошёл | Не прошёл |           |           |
| Джерри Уисдом Пол Ричардс Элрой Тернер Фред Соуэрби        | Эстафета 4×400 м         | 3:09.66 | 8   | Не прошёл | Не прошёл | Не прошёл | Не прошёл | Не прошёл | Не прошёл |           |           |

Полевые соревнования
| Спортсмен       | Дисциплина     | Предварительный раунд | Предварительный раунд | Финал      | Финал     |
| Спортсмен       | Дисциплина     | Расстояние            | Позиция               | Расстояние | Позиция   |
| --------------- | -------------- | --------------------- | --------------------- | ---------- | --------- |
| Кельвин Гринуэй | Прыжки в длину | 6.96                  | 29                    | Не прошёл  | Не прошёл |
| Максвелл Питерс | Тройной прыжок | 14.94                 | 21                    | Не прошёл  | Не прошёл |

### Велоспорт

#### Трековый велоспорт
Испытание на время
| Спортсмен        | Соревнование              | Время          | Результат      |
| ---------------- | ------------------------- | -------------- | -------------- |
| Дональд Кристиан | гит с места на 1 километр | Не финишировал | Не финишировал |

Спринт
| Спортсмен      | Соревнование | Заезд 1                                   | Перезаезд 1                                   | Заезд 2                        | Перезаезд 2                    | Финальный перезаезд            | Четвертьфинал                  | Полуфинал                      | Финал                          | Финал     |
| Спортсмен      | Соревнование | Время Скорость (км/ч)                     | Результат                                     | Соперник Время Скорость (км/ч) | Соперник Время Скорость (км/ч) | Соперник Время Скорость (км/ч) | Соперник Время Скорость (км/ч) | Соперник Время Скорость (км/ч) | Соперник Время Скорость (км/ч) | Результат |
| -------------- | ------------ | ----------------------------------------- | --------------------------------------------- | ------------------------------ | ------------------------------ | ------------------------------ | ------------------------------ | ------------------------------ | ------------------------------ | --------- |
| Патрик Спенсер | спринт       | Мишель Ваартен Бельгия Ли Барчевски США L | Шак Питерс Нидерланды Владо Фумич Югославия L | Не прошёл                      | Не прошёл                      | Не прошёл                      | Не прошёл                      | Не прошёл                      | Не прошёл                      | 25        |

Преследование
| Спортсмен        | Соревнование                       | Квалификация   | Квалификация   | 1/8 финала     | Четвертьфинал  | Полуфинал      | Финал          | Финал |
| Спортсмен        | Соревнование                       | Время          | Место          | Соперник Время | Соперник Время | Соперник Время | Соперник Время | Место |
| ---------------- | ---------------------------------- | -------------- | -------------- | -------------- | -------------- | -------------- | -------------- | ----- |
| Дональд Кристиан | индивидуальная гонка преследования | Не финишировал | Не финишировал | Не прошёл      | Не прошёл      | Не прошёл      | Не прошёл      | 25    |